# Szahin Ahmad
Szahin Ahmad Muhammad Hasan (arab. شاهين أحمد محمد حسن; ur. 13 czerwca 1973)  – egipski zapaśnik walczący w stylu wolnym. Brązowy medalista igrzysk afrykańskich w 1999 i mistrzostw Afryki w 2000 roku.